# Nel mondo di Lythande
Nel mondo di Lythande (Lythande) è una raccolta da racconti lunghi fantasy del 1986 scritti da Marion Zimmer Bradley.
Uno dei racconti, con protagonista la maga della stella azzurra Lythande, è scritto dall'autrice statunitense Vonda McIntyre, ospitata nella raccolta da Marion Zimmer Bradley.
La raccolta è stata tradotta per la prima volta in italiano nel 2003.

## Storia editoriale
Come afferma la stessa Marion Zimmer Bradley nell'introduzione a uno dei racconti, Lythande nasce come personaggio marginale alla sua produzione, espressamente pensato per la serie Il Mondo dei Ladri, ideata nel 1978 dall'autore e curatore statunitense Robert Asprin. Il progetto prevedeva che i più noti autori fantasy Americani scrivessero, ambientandole in un mondo comune, storie che potessero intrecciarsi tra loro.
Marion Zimmer Bradley immaginò così Lythande: una donna, menestrello e mago (denotata sessualmente attraverso citazioni tratte dalla poetessa lesbica Saffo). L'autrice, in seguito, continuò a trattare questo personaggio, indipendentemente dal progetto originale.

## Trama
I racconti presenti nella raccolta, scritti tutti nell'arco di un decennio circa, hanno come protagonista la maga dell'ordine della stella azzurra, Lythande. Una maga che, per poter mantenere intatti i suoi poteri secondo le regole del suo ordine che le impongono di dover mantenere un segreto, deve celare il proprio sesso. Per questo motivo, finge di essere un uomo e si sposta di città in città, aspettando la fine dei tempi, quando dovrà combattere l'ultima battaglia: la più cruenta di tutti i tempi.

## Racconti
- Il segreto della Stella Azzurra
- Il mago incapace
- La magia di un'altra
- Alghe sulla riva
- Il liuto errante
- In cerca di Satana, di Vonda McIntyre

## Edizioni
- Marion Zimmer Bradley, Nel mondo di Lythande, Fanucci,  p. 250, ISBN 978-88-347-0898-9.